# Jumpy Dance
A Jumpy Dance a Neoton Família 7. nagylemezének Japánban, Portugáliában és Dél-Koreában megjelent változata. CD-n nem adták ki.

## Megjelenések
| Ország     | Formátum | Sorszám   | Kiadó            | Év   |
| ---------- | -------- | --------- | ---------------- | ---- |
| Japán      | LP       | RPL-8221  | RCA              | 1983 |
| Portugália | LP       | RTI 12-17 | RT International | 1983 |
| Dél-Korea  | LP       | RPL-8221  | Seoul Record     | 1985 |

- Smile Again (koreai változat)
- Pago Pago
- Time Goes By
- Pinny Winnie
- Dancing Girl
- Don Quijote
- Mamma Mia
- Put In A Dance
- Jumpy Dance
- Living A Life Of A King